# Фусейни, Мохаммед (футболист, 2002)
Мохаммед Гадафи Фусейни (англ. Mohammed Gadafi Fuseini; род. 16 мая 2002, Аккра, Гана) — ганский футболист, нападающий бельгийского клуба «Юнион».

## Клубная карьера
Фусейни — воспитанник ганской футбольной академии Право на мечту. В 2022 году Мохаммед подписал свой первый профессиональный контракт с австрийским клубом «Штурм». 28 августа в матче против венского «Рапида» он дебютировал в австрийской Бундеслиге. 18 сентября в поединке против «Аустрии» из Лустенау Мохаммед забил свой первый гол за «Штурм».
28 января 2024 года Фусейни присоединился к датскому клубу Раннерс на правах аренды с опцией выкупа.

## Достижения
«Юнион»
- Чемпион Бельгии: 2024/25